# 柳堡镇 (宝应县)
柳堡镇，是中华人民共和国江苏省扬州市宝应县下辖的一个乡镇级行政单位。原名留宝垛、留宝头、刘坝头。因为这里是1957年电影《柳堡的故事》发生地的原型，当地人将地名更改为柳堡。

## 行政区划
柳堡镇下辖以下地区：
亚宝社区、郑渡社区、芦村社区、迎湖村、柳堡村、团庄村、雍尹村、廷柏村、寿林村、王通河村、建设村、仁里村、张袁村、新安村、联丰村、清元村、芦东村、邬阳村和塘新村。